# Richard Modlinger

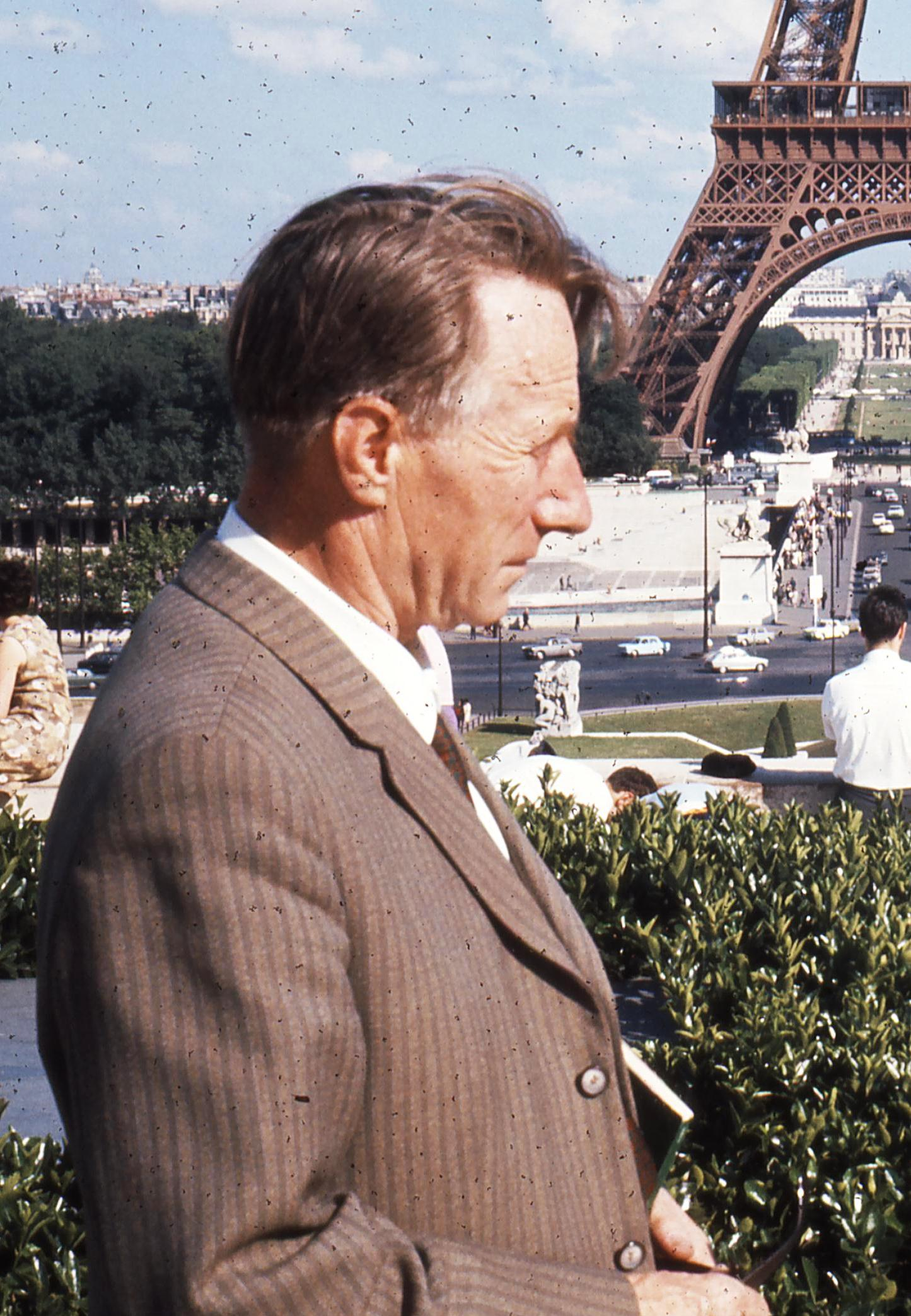
Richard Modlinger (1966)

Richard Franz Joseph Modlinger (* 18. Juni 1911 in München; † 2. März 2000 in Grünwald bei München) war ein deutscher Ingenieur und Wissenschaftler.

## Leben
Richard Modlinger wurde geboren als Sohn des Meisters und Technikers Josef Modlinger und seiner Ehefrau Maria (geborene Wolz). Josef Modlinger war im Bauhof Unterföhring bei München der technische Leiter für den Bau des Kanals der Mittleren Isar. Nach dem Abitur in München studierte Richard Modlinger an der Technischen Hochschule München (heute: Technische Universität München) Elektrotechnik. Seine akademischen Lehrer waren u. a. die Professoren Walther von Dyck, Walther Kaufmann, Paul von Lossow, Johann Ossanna, Christian Prinz, Dieter Thoma, Jonathan Zenneck. Sein Studium schloss er im Jahr 1935 als bester Absolvent der THM dieses Jahrgangs mit der Note „Mit Auszeichnung bestanden“ ab. Infolge der Kriegsjahre promovierte Richard Modlinger an der THM (Berichterstatter: Professoren Walter Seiz und Hans Prinz, letzterer Sohn des vorerwähnten Professors Christian Prinz) zum Dr.-Ing. mit der Dissertation „Die selbsttätige Spannungsregelung von Synchrongeneratoren mit Hilfe gittergesteuerter Gleichrichter“ erst am 30. Juni 1949. Das dort beschriebene Prinzip ist auch heute noch  im Einsatz.
Sein Berufsleben begann 1936 bis 1938 als wissenschaftlicher Mitarbeiter des AEG-Forschungsinstitutes Berlin. Daran anschließend war er im Zeitraum von 1938 bis 1968 als Spezialist für elektrische Maschinen und Regelungen in der Energieversorgung tätig (Reichselektrowerke, Bayernwerk, Versuchsatomkraftwerk Kahl/Main und Stadtwerke München). Darunter auch in den ersten Jahren als Sachverständiger für das Hydrierwerk Dessau-Roßlau – später auch als Technischer Leiter einer Meßinstrumentenfabrik. Ferner erstellte er Studien über die britische und französische Energieversorgung. In den Jahren von 1952 bis 1980 war Richard Modlinger von der Regierung von Oberbayern öffentlich bestellter und beeidigter Sachverständiger für Elektrotechnik, Energieversorgung und Energiewirtschaft. Von 1973 bis 1980 war er Expert on Energy Surveys der ECAFE (Economic Commission for Asia and the Far East, Vereinte Nationen). In diesem Rahmen war er als Berater in Thailand, Indonesien, Sumatra, Papua-Neuguinea und Afghanistan tätig. Dabei erstellte er u. a. die Landesenergieplanung für Afghanistan im Rahmen eines UN-Programmes – unter anderem oblag ihm die Überprüfung der Machbarkeitsstudie für Afghanistan „Stadtnetzausbau Kabul IV“. Später wurde er mit der Überprüfung einer  Arbeit zur Planung der Elektrizitätsversorgung von Kolumbien im Programm der technischen Zusammenarbeit der Bundesregierung mit Kolumbien beauftragt.
Im Jahr 1944 heiratete Richard Modlinger die Zeichnerin, Malerin und Autorin Magda Roos. Diese hatte er während seiner Tätigkeit als Energieingenieur für die Flugmotoren-Prüfstände der BMW-Werke in München (Milbertshofen und Allach) kennengelernt. 1945 wurde der Sohn Andreas geboren, der die Familientradition als Elektroingenieur und Sachverständiger  fortsetzt. Mit seiner zweiten Frau, die er nach der Scheidung 1958 heiratete, hatte Richard Modlinger drei weitere Kinder.

## Tätigkeit
1936 war Richard Modlinger am Bau der ersten Gleichrichtererregungsanlage für einen 15-kVA-Versuchsgenerator im Forschungsinstitut der AEG Berlin beteiligt. Im Jahr 1939 folgte dann unter seiner Mitwirkung der erstmalige Einsatz eines von der Turbine abgekuppelten Turbogenerators zum Phasenschieberbetrieb. Im Folgejahr  arbeitete er über Theorie und Maschinenprobleme der ersten Hochspannungsgleichstromübertragung (HGÜ) Berlin-Dessau (Kraftwerk Elbe). 1944 war er mit der Planung eines Flugmotorenbremsstandes unter Verwendung eines Drehstrom-Kommutatorgenerators zur Gewinnung der Bremsenergie für die Stromversorgung eines Flugmotorenwerkes von BMW betraut.
Im Jahre 1952 leitete Richard Modlinger den erstmaligen Einsatz wasserstoffgekühlter Turbogeneratoren für ein deutsches Dampfkraftwerk und nahm dabei weitgehenden Einfluss auf die Konstruktion der Wasserstoffanlage und die Wellendichtungen. Der von ihm konzipierte Bau einer Gleichrichtererregungsanlage für große Turbogeneratoren (60 MVA) schloss sich im Jahr 1953 an. Vor dem Hintergrund der Entwicklung zu immer höheren Leistungen nach dem Prinzip „je besser die Wärmeabfuhr desto leistungsfähiger“ führte er im Folgejahr wissenschaftliche Untersuchungen im Zusammenhang mit Messungen der zeitlichen Änderungen der Stabtemperaturen im Kurzschlussläufer großer Asynchronmotoren während eines Schweranlaufes durch.
Mit Untersuchungen zum Einsatz großer Drehstrom-Kommutatormotoren für den drehzahlgeregelten Antrieb von Gebläsen und Betrieb bis zum Obersynchronismus (plus 15 %) befasste sich Richard Modlinger im Jahr 1954. Die Verwendung eines frequenzgeregelten Netzes zur Speisung von Asynchronmotoren für den Antrieb von Kohlezuteilern führte er 1956 ein. Im Folgejahr unternahm er umfangreiche Untersuchungen zur Stabilität und den Betrieb untererregter Turbogeneratoren im Netz. Wissenschaftliches Neuland erschloss er 1958 mit Untersuchungen über das Zuschalten unerregter Turbogeneratoren (60 MVA) im Synchronismus und untersynchron auf das deutsche Energieversorgungsnetz.

## Patente und Entwicklungen
Zu seinen Patenten gehören der thermische Überlastschutz für elektrische Maschinen, Geräte und Anlagen bzw. Teile dieser Anlagen, die Wellendichtung für den gasdichten Abschluss rotierender Maschinen sowie die Anordnung zur Verbesserung der Teillastwirkungsgrade bei elektrischen Maschinen mit verschärfter Wasserstoffkühlung. Außerdem eine Sicherheitseinrichtung für Öldichtungen mit axialem Dichtring, eine Anordnung für die Erregung großer Synchrongeneratoren mit Hilfe eines Wellengenerators, eine Anordnung zur Erhöhung der Stabilität einer Synchronmaschine sowie eine Anlaufüberwachung für Kommutatormotoren. Ferner die Einrichtung zur Messung des Polradwinkels von Synchrongeneratoren, die selbständige Blindleistungsregelung elektrischer Maschinen im Netz sowie der Regler mit elektronischer oder mechanischer Abtastung.

## Kooperationen
Richard Modlinger arbeitete im Rahmen seiner beruflichen Tätigkeit mit den Elektrofirmen AEG, Siemens, BBC, Schorch  zusammen. Partner waren unter anderem Eugen Wiedemann und  Hans Happoldt (beide BBC). Das Werk des letzteren, „Elektrische Kraftwerke und Netze“, beinhaltet eine Referenz auf Richard Modlinger. Ferner engagierte er sich insbesondere bei der VDEW (Vereinigung Deutscher Elektrizitätswerke, Frankfurt/Main – heute BDEW) in den Arbeitskreisen: „Zusätzliche Liefervereinbarungen für Elektromotoren“, „Kraftwerks-Hilfsmaschinen“, „Technische Lieferbedingungen für Dampf-Turbosätze (Überarbeitung der sogenannten weißen Lieferbedingungen)“, „Generatoren“ sowie „Dampfturbinen“. Daneben war er Mitglied von VDE, VDI, cigré sowie Deutsches Museum in München. Letzteres bewahrt  eine Fotodokumentation zu den von Richard Modlinger betreuten Kraftwerken auf.

## Veröffentlichungen
- Gewinnung elektrischer Energie aus Flugmotorenprüfständen. In: ETZ. 1944, S. 73.
- Gewinnung elektrischer Energie aus Flugmotorenprüfständen. In: Luftwissen. 1944, S. 49.
- Behebung von Feuchtigkeitsschäden in elektrischen Maschinen. In: Elektrotechnik. Bd. 2, Nr. 2, 1948.
- Kommutierung bei Drehstrom-Kollektor-Maschinen. In: Elektrotechnik. Bd. 2, Nr. 6, 1948.
- Die wichtigsten elektromotorischen Antriebe eines Dampfkraftwerkes. In: ETZ. 70. Jahrg., Heft 1, 1949.
- Temperaturmessungen in elektrischen Maschinen. In: Elektrotechnik. Bd. 3, Nr. 3/4, 1949.
- Die Entwicklung der Elektrotechnik in England. In: Elektrotechnik. Bd. 3, Nr. 8, 1949.
- Zündanlagen von Ottomotoren. In: Motor und Gasturbine. 1949, S. 51.
- Temperaturmessungen an elektrischen Maschinen. In: Der Elektrotechniker. 2. Jahrg., Heft 4, 1950.
- Die Anwendung der Siliconharze für Isolationen in elektrischen Maschinen. In: ETZ. 71. Jahrg., Heft 19, 1950.
- Abhängigkeit der Blindleistungsdarbietung von der Auslegung der Stromerzeugereinheiten bei wechselnder Netzspannung. In: ETZ. 71. Jahrg., 1950, S. 479.
- Amerikanische Quecksilber-Dampfkraftwerke. In: Der Elektrotechniker. 4. Jahrg., Heft 2, 1950.
- Die Verwendung von Turbogeneratoren als Blindleistungsmaschinen. In: ETZ. 74. Jahrg., 1953, S. 43.
- Die selbsttätige Spannungsregelung von Synchrongeneratoren mittels gittergesteuerter Gleichrichter. In: ETZ. 75. Jahrg., 1954, S. 273.
- Grundlagen für die Wasserstoffkühlung von Turbogeneratoren. In: ETZ-A. Bd. 75, Heft 14, 1954, S. 476–478.
- Anlagen mit wasserstoffgekühlten Turbogeneratoren. In: ETZ-A. Bd. 75, Heft 16, 1954, S. 520–526.
- Wirtschaftliche Betrachtungen über die Bedeutung von Minderleistungen bei der Lieferung großer Anlagen, insbesondere für die Energieversorgung. In: Elektrizitätswirtschaft. Bd. 54, Heft 9, S. 283–287.
- Das Trocknen elektrischer Maschinen. In: Elektrizitätswirtschaft. 55. Jahrg., Heft 21, S. 758–761.
- Über den Antrieb von Gebläsen für Großkesselanlagen. In: Elektrizitätswirtschaft. 55. Jahrg., Heft 24, S. 896–900.
- Die Regelung der Kohlezuteilung mit Hilfe eines eigenen geregelten Netzes. In: Brennstoff-Wärme-Kraft. Bd. 9, Heft 9, 1957, S. 405–408.
- Meßeinrichtungen zur Beurteilung der Stabilität von Synchronmaschinen im untererregten Zustand (Polradwinkelmeßeinrichtungen). In: Journées Internationales d'Etude des Centrales Thermiques et Hydrauliques Modernes. Lüttich 1958.
- Über das Schalten unerregter Synchrongeneratoren. In: ETZ-A. Bd. 80, Heft 1, 1959, S. 12–14.
- Die selbsttätige Blindleistungsregelung im Netz. In: Elektrizitätswirtschaft. Bd. 59, Heft 5, 1960, S. 124–127.
- Projektstudie zum Ausbau des Leitzachkraftwerks. In: Die Wasserwirtschaft. 59. Jahrg., Heft 6, 1969.
- Sumatran river offers base for tri-nation grid. In: Energy International.